# Sällskapet Stallfåglarna
Sällskapet Stallfåglarna är ett svenskt ordenssällskap för kvinnor med koppling till teater- och underhållningsbranschen. Sällskapet bildades 17 januari 1947 av fyra flickor från Casinorevyns ensemble, Iréne Söderblom, Ann-Marie Ottosson, Ingrid Björk och Elvy Söderblom. Sällskapet Stallfåglarna är en kvinnlig motsvarighet till Sällskapet Stallbröderna. 
Stallfåglarna har framförallt samlat in pengar till välgörande ändamål, deras motto är förutom att "träffas och trivas" också att "kunna räcka ut en hjälpande hand ibland". 
Genom lotterier och olika aktiviteter, ofta tillsammans med Stallbröderna har man fått in pengar i kassan.
I början av 1990-talet instiftades Stallfåglarnas Humorpris som tilldelas kvinnliga humorister. Man delar även ut stipendier till unga sceniska talanger.